# Quer durch den Olivenhain
Quer durch den Olivenhain (persisch زیر درختان زیتون, Zīr-e Derakhtān-e Zeytūn) ist ein iranischer Film aus dem Jahr 1994 von Abbas Kiarostami. Der Film ist der dritte Teil der unter dem Titel Koker-Trilogie zusammengefassten Reihe von drei Filmen, die Kiarostami in dem Dorf Koker gedreht hat.
Der Film handelt von der Entstehung eines Films und der Arbeit eines Filmregisseurs. Der Laienschauspieler Hossein versuchte während der Dreharbeiten, seiner Filmpartnerin Tahereh einen Heiratsantrag zu machen. Kiarostami wurde auf diese Dynamik aufmerksam, als beide in einer 4-minütigen Szene ein Ehepaar spielen sollten. Quer durch den Olivenhain unterscheidet sich insofern von den beiden vorhergehenden Filmen, als es hier um den Prozess der Entstehung eines Films geht. „Anstatt das Kino als Spiegel des Lebens zu betrachten, geht es hier um beides, den Spiegel und das Leben, und ebenso über die Beziehung zwischen beiden“, schreibt Godfrey Cheshire in seiner ausführlichen Analyse der Koker-Trilogie.
Die Dreharbeiten fanden, wie bei den beiden vorherigen Filmen, im Nord-Iran in der Nähe des Dorfes Koker statt, das damals noch unter den Nachwirkungen des katastrophalen Manjil-Rudbar-Bebens litt. Von der Filmkritik werden die drei Filme daher allgemein als Koker-Trilogie bezeichnet.
Stilistisch vermischt Kiarostami in diesem Film dokumentarische Elemente mit Spielfilmszenen. Eine saubere Trennung von Schauspieler und Rolle findet nicht statt. Im Vergleich zum vorherigen Film überwiegt eine auf Symmetrie und naturalistische Szenerien fokussierte Kameraführung.

## Handlung
Hossein Rezai ist ein vormaliger Steinmetz, der für den Film als Schauspieler gecastet wurde. Während der Dreharbeiten des Films Und das Leben geht weiter wird er auf die junge Tahereh aufmerksam, die durch das Erdbeben verwaist wurde. Hossein entscheidet sich, ihr einen Heiratsantrag zu machen, wird jedoch von ihrer Großmutter zurückgewiesen, da er ein armer Analphabet ist und kein Haus besitzt. Daraufhin weigert sich Tahereh, außerhalb ihrer Rolle mit Hossein zu kommunizieren.
Jedoch bleibt Hossein hartnäckig und versucht weiterhin, ihre Zustimmung für die Ehe zu bekommen. Diese Dynamik erschwert dem Regisseur die Dreharbeiten. Der Regisseur verbringt Zeit mit Hossein, um zu verstehen, wie die missliche Lage zustande kam, und warum er nicht lieber anderen jungen Frauen nachgeht. Der Dreh der Szene gelingt nach vielen Einstellungen letztlich doch.
Nach dem Abbau der Filmgeräte entscheidet sich Tahereh, den Weg nach Hause alleine zu Fuß anzutreten. Durch den Regisseur ermutigt, folgt Hossein ihr. Ein letztes Mal bittet er sie, seinen Heiratsantrag anzunehmen oder ihm wenigstens zu antworten, doch sie weigert sich weiterhin. In der letzten, mit Weitwinkel aufgenommenen Szene beobachtet der Regisseur aus der Ferne, wie Hossein der Frau durch den Olivenhain folgt. Schließlich scheint sie ihm eine Antwort zu geben, die dazu führt, dass er auf direktem Wege wieder zum Olivenhain zurückkehrt.

## Produktion und Veröffentlichung
Coproduzent war Alain Depardieu, der auch an der Produktion von Kiarostamis Film Der Geschmack der Kirsche (1997), der in Cannes mit der Goldenen Palme ausgezeichnet wurde, beteiligt war. Gedreht wurde in dem nordiranische Bergdorf Koker, das Kiarostami 1987 bei den Recherchen für seinen Film Wo ist das Haus meines Freundes? entdeckt hatte. 1991 war Kiarostami wieder in dieses Dorf zurückgekehrt, um dort seinen halbkodkumentarischen Film über das Leben der Menschen in dem nach dem Erdbeben 1990 zerstören Dorf zu drehen. Farhad Saba war einer der beiden Kameraleute von Wo ist das Haus meines Freundes und wurde in Cannes für die Goldene Palme nominiert. Für den zweiten Kameramann, Hossein Jafarian, blieb es bei der einen Zusammenarbeit. Kiarostami arbeitete auch in diesem Film wie in vielen seiner Filme mit Laiendarstellern.
Premiere des Films im Iran war 1994 am Fajr International Film Festival. Die Europapremiere fand am 17. Mai 1994 während der Filmfestspiele in Cannes statt. Deutschlandpremiere war am 7. September 1995.
2019 brachte Criterion Collection den Film als DVD in einer vollständig restaurierten und digital bearbeiteten Fassung innerhalb der Koker Trilogy heraus. Die Filme sind englisch untertitelt. Ergänzt ist die Neuausgabe um umfangreiches Bonusmaterial. Es enthält u. a. Interviews mit Kiarostamis Sohn Ahmad Kiarostami, dem Filmkritiker Godfrey Cheshire (* 1951), dem US-amerikanischen Programmer Peter Scarlet und dem Filmwissenschaftler Hamid Naficy (* 1944).
2020 brachte Potemkine, ein französisches Label, die Koker-Trilogie in der Originalsprache Farsi mit französischen Untertiteln und ebenfalls ergänzt um Bonusmaterial heraus.

## Preise und Auszeichnungen
Der Film gewann fünf Filmpreise, darunter den Silver Hugo 1995 des Chicago International Film Festival und erhielt sechs weitere Nominierungen. Auf der Liste der Top 10 Film 1995 der Cahiers du cinema erreichte er Platz neun.

## Kritik
Das Lexikon des internationalen Films urteilte, der Film sei „geprägt von tief empfundener Humanität“, die Kameraarbeit sei „hervorragend[...]“, die „Personenzeichnung“ hingegen „nicht ganz frei von Schwachstellen“.
Rouven Linnartz schreibt in seiner ausführlichen Filmkritik in film-rezensionen.de: „Quer durch den Olivenhain ist ein poetisches Drama über das Leben, die Kunst und wie diese die Wunden der Vergangenheit heilen kann. Neben den schönen Bildern beweist Abbas Kiarostami abermals sein Gespür für menschliche Beziehungen und Schwächen in einer Geschichte, die bewegt, die Fragen stellt und die einen hoffen lässt.“